# Freundschaft (Schiff, 1864)
Der Raddampfer Freundschaft wurde 1864 in der Schiffswerft Blasewitz gebaut. Das Schiff wurde unter dem Namen John Penn mit der Baunummer 9 auf Kiel gelegt. Im Jahr 1941 erhielt es als zweites Schiff den Namen Herrnskretschen und 1949 als zweites Schiff den Namen Kurort Rathen. Noch im selben Jahr wurde es in Freundschaft umbenannt.

## Die Zeit nach der Indienststellung bis 1945

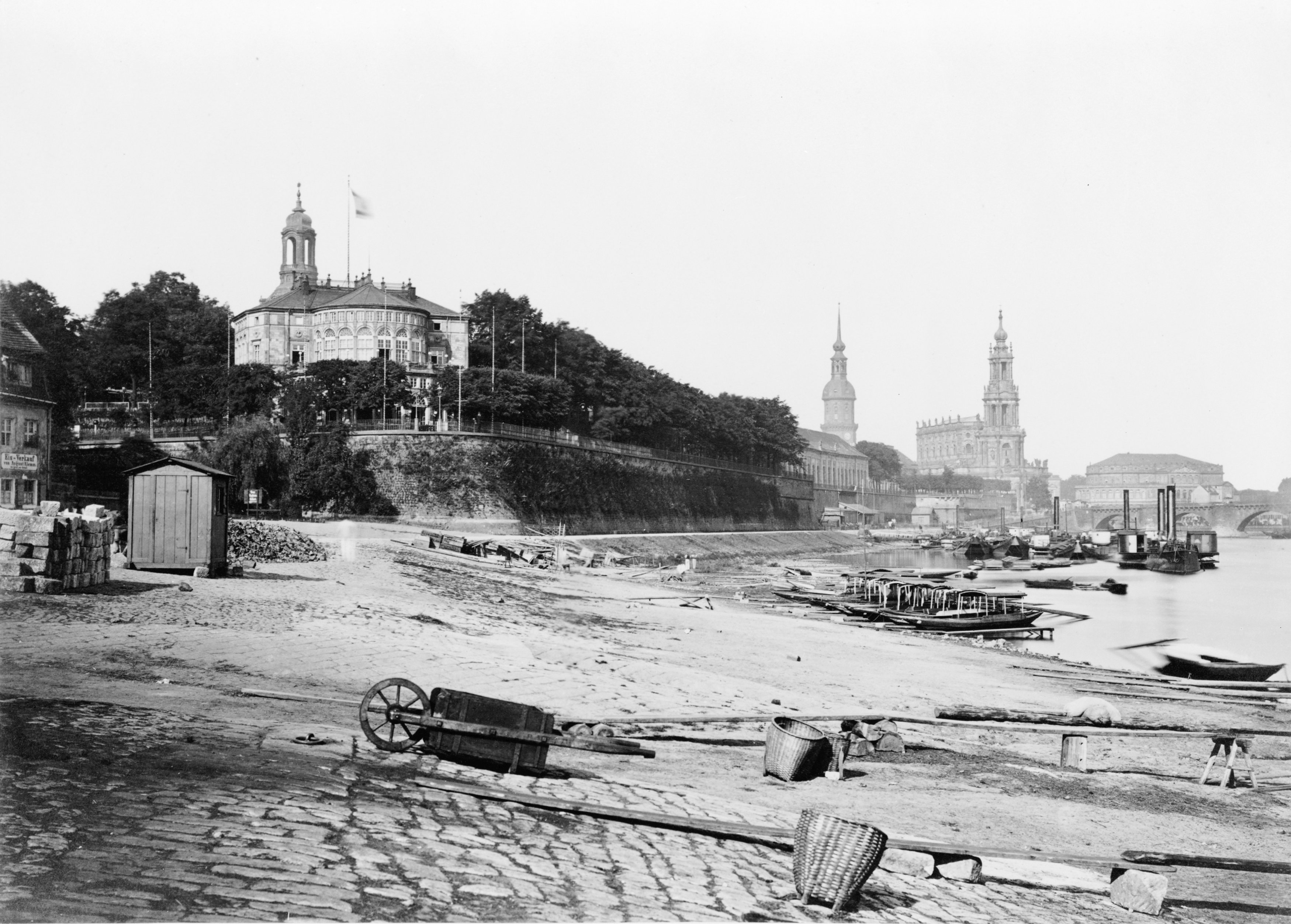
Die John Penn noch mit zwei Schornsteinen zwischen 1864 und 1868 am Terrassenufer.

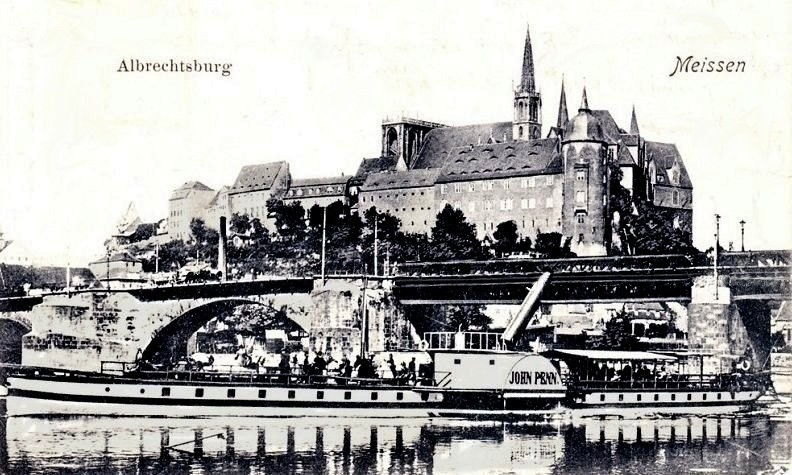
Raddampfer John Penn vor der Albrechtsburg in Meißen

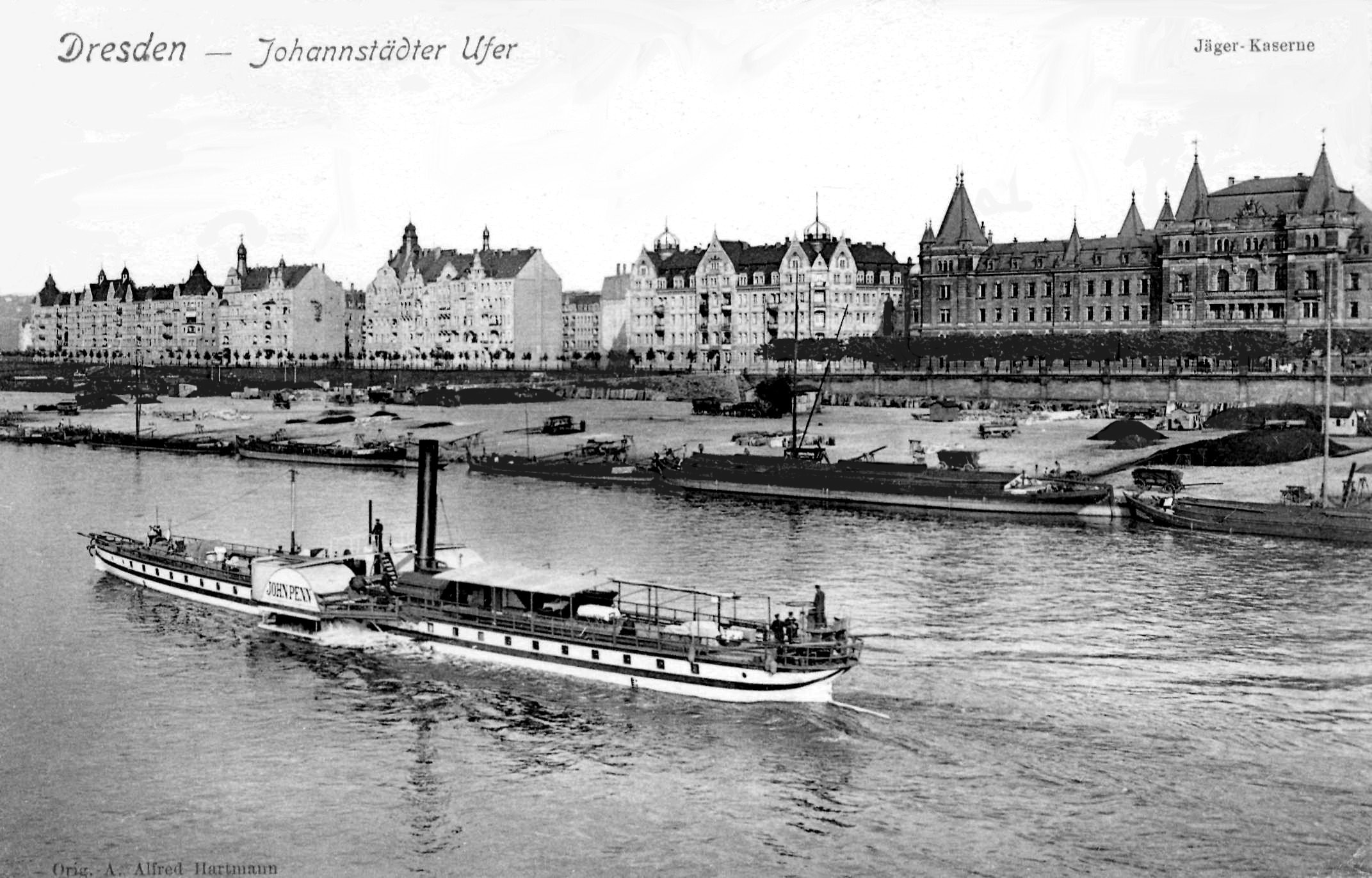
Raddampfer John Penn vor dem Johannstädter Ufer mit der Jäger-Kaserne, Postkarte 1910.

Nach der Indienststellung als Glattdeckdampfer fuhr das Schiff für die Vereinigte Sächsisch-Böhmische Dampfschiffahrt, die im März 1867 in die Sächsisch-Böhmische Dampfschiffahrts-Gesellschaft (SBDG) umgewandelt wurde. Es verfügte über ein Bug- und ein Heckruder. Zur Dampferzeugung dienten zwei Kessel. Das Schiff hatte zwei hintereinander stehende Schornsteine. Die Baukosten betrugen 13.607 Taler. Es wurde als Frachtschiff auf der Strecke nach Hamburg eingesetzt. Zur Passagierbeförderung verfügte es über einige Kabinen. Am 21. Juni 1864 machte es seine erste Fahrt nach Hamburg.
Um es dem Zugriff des Königreiches Preußen zu entziehen, wurde das Schiff im Preußisch-Österreichischen Krieg im Mai 1866 nach Theresienstadt verlegt.
1868/69 wurde das Schiff in der Werft Otto Schlick umgebaut. Der Bug und das Vorschiff wurden umgebaut und dabei das Bugruder entfernt. Der Umbau kostete 3392 Taler. Zwischen 1868 und 1875 war das Schiff als Schleppdampfer im Einsatz.
1875/76 wurde das Schiff dann in der Werft Blasewitz in einen reinen Personendampfer umgebaut. Die beiden vorhandenen Kessel wurden ausgebaut und durch einen Drei-Flammrohr-Kofferkessel ersetzt. Ein Schornstein wurde damit überflüssig und ausgebaut. Das Schiff wurde um 5,80 m verlängert und 4 cm verbreitert. Der Tiefgang stieg um 12 cm.
Bis 1923 fuhr das Schiff für die Sächsisch-Böhmische Dampfschiffahrts-Gesellschaft (SBDG). Nach der Einstellung des Geschäftsbetriebes fuhr das Schiff für die 1923 neu gegründete Sächsisch-Böhmische Dampfschiffahrt, Aktiengesellschaft (SBDA). Der ab 1926 übliche weiße Anstrich der Schiffe brachte ihr den Namen Weiße Flotte ein.
Im Jahr 1889 erfolgte die Umrüstung auf Patent-Seitenräder. 1899 wurde ein neuer Drei-Flammrohr-Kofferkessel der Schiffswerft Übigau der Deutschen Elbschiffahrts-Gesellschaft, Kette eingebaut.
Am 26. Juni 1907 brach die Steuerbordwelle. Die Reparatur erfolgte in der Laubegaster Werft. Am 3. Juli 1907 ging das Schiff wieder in Fahrt.
In den Jahren 1919–1922 war das Schiff aufgrund schwieriger wirtschaftlicher Bedingungen nach dem Ende des Ersten Weltkrieges aufgelegt.
Im Winter 1926/27 erhielt das Schiff eine elektrische Beleuchtung. Eingebaut wurde ebenfalls eine Dampfsteuermaschine der Deutschen Werke Kiel mit der Bau-Nr. 4150. Im Winter 1927/28 erhielt das Schiff jetzt auch den weißen Anstrich.
Am 25. Juli 1929 kam es auf Grund von Niedrigwasser bei Sebusein (Sebuzín) zu einer Grundberührung, bei der das Schiff leck schlug.
1935/36 wurden umfangreiche Erneuerungsarbeiten durchgeführt, da die Gefahr bestand, dass das Schiff in der Mitte auseinanderbrechen könnte. 1938/39 wurden die Radkästen ausgebaut.
Am 1. Juli 1941 wurde das Schiff in Herrnskretschen umbenannt. 1942 erhielt das Schiff einen Tarnanstrich und wurde 1943 abgestellt. 1944 wurde es zu einem Küchenschiff für die Wehrmacht umgebaut. 1945 sank es nach einem Bombentreffer im Pieschener Hafen.

## Die Zeit nach 1945
Im Sommer 1945 wurde es gehoben und mit der Loschwitz nach Loschwitz in den Winterhafen der SBDA geschleppt. Hier sank das Schiff im Winter 1945/46 infolge Eisdrucks. Im Sommer 1946 wurde es erneut gehoben und in die Laubegaster Werft geschleppt. In den nächsten Jahren wurde das Schiff grundinstandgesetzt. Es erhielt ein Oberdeck und größere Fenster im Rumpf. Am 15. April 1949 wurde es mit neuem Namen Kurort Rathen wieder in Dienst gestellt und am 8. Juni 1949 zum Jugendschiff erklärt.
Die SBDA wurde am 1. Februar 1947 in Volkseigentum überführt und erhielt den Namen VEB Elbeschiffahrt Sachsen. Von 1950 bis 1957 gehörte sie zum VEB Deutsche Schiffahrts- und Umschlagszentrale (DSU). Nach deren Auflösung entstand 1957 der VEB Fahrgastschiffahrt und Reparaturwerft Dresden und ab 1967 der VEB Fahrgastschiffahrt Dresden.
Am 1. September 1949 kam es im Rahmen eines Elbefriedenstreffens in Herrnskretschen, zu einem Zusammentreffen von Delegationen von Jugendlichen der Tschechoslowakischen Republik auf der Podmokly und der DDR auf der Kurort Rathen. Am 1. Oktober wurde dieses Treffen mit Gewerkschaftern der Tschechoslowakischen Republik wiederholt. Dazu wurde das Schiff in Freundschaft – Přátelství umbenannt.
1952 wurde sie zwischen dem 3. August und dem 13. September im Raum Magdeburg eingesetzt, da der Elbpegel in Dresden durch Trockenheit auf 26 cm gesunken war.
1952/53 wurde der Kessel ausgebaut, in Übigau repariert und am 20. Juni 1953 wieder eingebaut. 1954/55 erfolgt die Generalüberholung der Dampfmaschine. Anlässlich einer Sonderfahrt für die Pionierorganisation Dresden gemeinsam mit der Meissen und der Weltfrieden wurde das Schiff am 13. August 1955 wieder in Dienst gestellt. Am 12. September kam es in Heidenau zum Bruch der Backbord-Außenkurbel. Nach der Reparatur war das Schiff wieder in Fahrt. Am 6. Mai 1958 kollidierte die Diesbar an der Laubegaster Werft mit der Freundschaft. Dabei wurde der Radkasten der Freundschaft beschädigt. 1958/59 musste der Dampfkessel erneut repariert werden. Nach dem Ausbau wurde er in Übigau instand gesetzt und am 15. April 1959 wieder eingebaut. Im September 1963 wurde das Schiff zum Manöver „Quartett“ eingezogen. Bei dieser vom 9. bis 14. September im Raum Dresden durchgeführten Großübung der NVA, Roten Armee, Polnischen Volksarmee und Tschechoslowakischer Armee (ČVA) diente es als Lazarettschiff. Zu diesem Zweck wurden die Salons ausgeräumt und mit Krankenbetten bestückt. Mit russischen Ärzten an Bord wurde das Schiff im Dessauer Hafen stationiert. 1963/64 lag es zu kleineren Reparaturen in der Werft von Bad Schandau im Ortsteil Postelwitz. Ende Oktober 1964 wurde es nach 100 Dienstjahren im Neustädter Hafen aufgelegt und ausgemustert. Es war das erste Schiff der Gesellschaft, das dieses Alter erreichte. In der Folge wurde es als Ersatzteilspender ausgeschlachtet. Am 19. Juli 1966 wurde es mit dem Motorschlepper Anklam nach Aken geschleppt und in der dortigen Werft abgewrackt. Die Dampfmaschine wurde dem Verkehrsmuseum Dresden übergeben. Aus Platzgründen wurde die Maschine 1975 verschrottet.

## Die Dampfmaschine
Die Dampfmaschine war eine oszillierende Niederdruck-Zweizylinder-Zwillings-Dampfmaschine mit Einspritzkondensation. Gebaut wurde sie von der englischen Maschinenbauanstalt John Penn and Sons. Die Leistung betrug 250 PSi. Eingebaut waren zwei Zwei-Flammrohr-Kofferkessel mit 2 atm Dampfdruck.
1875 wurden die beiden Kessel durch einen Drei-Flammrohr-Kofferkessel mit 157,2 m² Heizfläche und 2 atm Dampfdruck der Prager Maschinenbau-Aktiengesellschaft vorm. Ruston & Co. ersetzt. 1899 wurde der Kessel durch einen gleichartigen Kessel der Kette, Deutsche Elbschiffahrts-Gesellschaft mit der Bau-Nr. 612 ersetzt.

## Kapitäne des Schiffes
- Schreiber 1864
- Bieberstein 1865
- W.Ed. Hanke 1866–1867
- Wilhelm Edmund Hesse 1868–1890
- Carl Ferdinand Wolf 1891–1895
- Carl Baum 1896–1918